# Greg Kurstin
Gregory Aleen. "Greg" Kurstin est un artiste compositeur, producteur, pianiste et multi-instrumentiste américain, né en 1969. Il est diplôme de la California State University Northridge, The New School de New York et du CalArts de Californie. Faisant anciennement partie du groupe Geggy Tah, il est actuellement membre de The Bird and the Bee.

## Compositeur et producteur
| Année | Artiste                       | Album                                                                     | Titre(s) |
| ----- | ----------------------------- | ------------------------------------------------------------------------- | --- |
| 2006  | Lily Allen                    | Alright, Still                                                            | Alfie, Everything's Just Wonderful, Not Big                                                                                          |
| 2007  | The Bird and the Bee          | The Bird and the Bee                                                      | Album entier |
| 2007  | Kylie Minogue                 | X                                                                         | Wow, No More Rain |
| 2008  | Britney Spears                | Circus                                                                    | Rock Me In |
| 2009  | Lily Allen                    | It's Not Me, It's You                                                     | The Fear, 22 Who'd Have Known, I Could Say, F*ck You                                                                                 |
| 2009  | The Bird and the Bee          | Ray Guns Are Not Just the Future                                          | Album entier |
| 2010  | The Bird and the Bee          | Interpreting the Masters Volume 1: A Tribute to Daryl Hall and John Oates | Album entier |
| 2010  | Devo                          | Something for Everyone                                                    | Fresh, What We Do, Please Baby Please, Don't Shoot (I'm a Man), Mind Games, Human Rocket, Later is Now, No Place Like Home, March On |
| 2010  | Kesha                         | Animal                                                                    | Animal |
| 2010  | Sia                           | We Are Born                                                               | Album entier |
| 2011  | Kelly Clarkson                | Stronger                                                                  | Stronger (What Doesn't Kill You), Dark Side, Honestly                                                                                |
| 2011  | Foster the People             | Torches                                                                   | Warrant, Helena Beat, Miss You, Waste                                                                                                |
| 2011  | Ellie Goulding                | Halcyon Days                                                              | Burn, Goodness Gracious |
| 2012  | Kelly Clarkson                | Greatest Hits • Chapter One                                               | Stronger (What Doesn't Kill You), People Like Us                                                                                     |
| 2012  | Kesha                         | Deconstructed                                                             | EP entier |
| 2012  | Kesha                         | Warrior                                                                   | Love Into the Light |
| 2012  | Marina and the Diamonds       | Electra Heart                                                             | Starring Role, Living Dead, Power & Control                                                                                          |
| 2012  | P!nk                          | The Truth About Love                                                      | How Come You're Not Here, Timebomb, Blow Me (One Last Kiss), True Love, Walk of Shame, Try                                           |
| 2012  | Santigold                     | Master of My Make-Believe                                                 | The Riot's Gone, God From the Machine, The Keepers                                                                                   |
| 2012  | The Shins                     | Port of Morrow                                                            | Album entier |
| 2013  | Lily Allen                    | Sheezus                                                                   | Hard Out Here, Our Time |
| 2013  | Beyoncé                       | Aucun album                                                               | Standing on the Sun |
| 2013  | Kelly Clarkson                | Wrapped in Red                                                            | Album entier |
| 2013  | Katy Perry                    | Prism                                                                     | Double Rainbow, Spritual |
| 2013  | Sia avec The Weekend et Diplo | Hunger Games : L'Embrasement (OST)                                        | Elastic Heart |
| 2013  | Tegan & Sara                  | Heartthrob                                                                | Goodbye, Goodbye, I'm Not Your Hero, I Couldn't Be Your Friend, Love They Say, Shock To Your System, Now I'm All Messed Up           |
| 2014  | Kylie Minogue                 | Kiss Me Once                                                              | Sleeping with the Enemy |
| 2014  | Ellie Goulding                | Divergente (OST)                                                          | Beating Heart |
| 2014  | Shakira                       | Shakira                                                                   | Spotlight, Chasing Shadows |
| 2014  | Sia                           | 1000 Forms of Fear                                                        | Chandelier |
| 2014  | Foster the People             | Supermodel                                                                | Are You What You Want to Be ?, Ask Yourself                                                                                          |
| 2015  | Adele                         | 25                                                                        | Hello, Water Under The Bridge, Million Years Ago                                                                                     |
| 2017  | Foo Fighters                  | Concrete and Gold                                                         | Album complet |
| 2017  | Sia                           | Everyday Is Christmas                                                     | Album complet |
| 2017  | Liam Gallagher                | As You Were                                                               | Wall of Glass, Paper Crown, Chinatown                                                                                                |
| 2018  | Chvrches                      | Love Is Dead                                                              | Graffiti, Get Out, Deliverance, Forever, Never Say Die, Graves, Heaven/Hell, ii, Wonderland                                          |
| 2018  | Paul McCartney                | Egypt Station                                                             | Album complet sauf 1 titre (Fuh You)                                                                                                 |
| 2019  | P!nk                          | Hurts 2B Human                                                            | Courage, We Could Have It All, Circle Game                                                                                           |
| 2019  | Beck                          | Hyperspace                                                                | See Through |
| 2024  | Liam Gallagher/John Squire    |                                                                           | Mars to Liverpool |